# Watt-pico
Watt-pico (Wp) é uma unidade de medida de potência, normalmente associada com células fotovoltaicas, que representa a potência máxima que um painel solar pode gerar quando exposto à radiação solar em condições ideais.
A potência é uma grandeza física que indica a taxa de transferência de energia, ou seja, a quantidade de energia produzida ou consumida em um determinado intervalo de tempo. No Sistema Internacional de Unidades (SI), é expressa em watts (W), sendo que 1 watt corresponde a 1 joule transferido por segundo. No caso da geração de energia solar fotovoltaica, utiliza-se com frequência a unidade watt-pico (Wp), que representa a potência máxima que um painel pode fornecer sob condições padronizadas de teste. Essa padronização é necessária porque a produção real de energia varia conforme fatores como intensidade da radiação solar, temperatura, posição e inclinação do painel, entre outros, permitindo assim comparar e dimensionar adequadamente diferentes sistemas fotovoltaicos.
Assim, o valor de Wp de um determinado sistema fotovoltaico que funcione em corrente contínua é a potência medida, quando este sistema é irradiado por uma luz que simula a luz solar com a potência de 1000 W/m², à temperatura de 25 °C.

## Cálculo
O valor em watt-pico pode ser obtido pelo produto entre potência nominal (W) e a eficiência (%).
Exemplo
Dado que a potência nominal seja 300 W e a eficiência seja 18%, vamos obter
{\displaystyle P_{pico}=300\cdot 0{,}18=54W\!p}